# Agrotis bosqi
Agrotis bosqi är en fjärilsart som beskrevs av Köhler 1945. Agrotis bosqi ingår i släktet Agrotis och familjen nattflyn. Inga underarter finns listade i Catalogue of Life.